# Kaientai Dojo
Kaientai Dojo, también conocida como K-DOJO, es una promoción de lucha libre profesional japonesa fundada por TAKA Michinoku en 2001.
La empresa es conocida por su estilo de puroresu basado en movimientos aéreos y artes marciales. Además, y debido a la influencia estadounidense, Kaientai Dojo equipa sus arenas con una enorme pantalla similar al titantron de la World Wrestling Entertainment.

## Campeonatos
| Campeonato                                  | Campeón actual                               | Ganado el              |
| ------------------------------------------- | -------------------------------------------- | ---------------------- |
| Strongest-K Championship                    | Kengo Mashimo                                | 18 de junio de 2011    |
| Strongest-K Tag Team Championship           | Hiro Tonai & Shiori Asahi                    | 17 de junio de 2012    |
| Chiba 6 Man Tag Team Championship           | TAKA Michinoku, Kengo Mashimo & Isami Kodaka | 24 de marzo de 2012    |
| UWA World Middleweight Championship         | Daigoro Kashiwa                              | 24 de junio de 2012    |
| WEW Hardcore Tag Team Championship          | Kamui & Mammoth Sasaki                       | 2 de octubre de 2011   |
| Independent Junior Heavyweight Championship | HIROKI                                       | 6 de noviembre de 2011 |